# Jovan Cokić
Jovan Cokić (serbe : Јован Цокић), né le 19 août 1927 à Valjevo à l'époque dans le royaume des Serbes, Croates et Slovènes et aujourd'hui en Serbie, et décédé le 6 février 2004 à Elizabeth dans le New Jersey aux États-Unis, est un joueur de football international yougoslave (serbe), qui évoluait au poste d'attaquant.

## Biographie
Jovan Cokić joue principalement en faveur du BSK Belgrade et de l'Étoile rouge de Belgrade. 
Il dispute un total de 125 matchs en première division yougoslave, inscrivant 22 buts. Il réalise sa meilleure performance lors de la saison 1954-1955, où il inscrit 6 buts.
Le 2 octobre 1957, lors des tours préliminaires de la Coupe des clubs champions européens 1957–58, Cokić inscrit un quadruplé avec le club de l'Étoile rouge de Belgrade avec une victoire 9-1 à domicile au Stade du Partizan contre les luxembourgeois du Stade Dudelange.
Cokić reçoit deux sélections en équipe de Yougoslavie. Il joue un match contre l'Égypte, en novembre 1952, où il inscrit un but, puis dispute un match contre la Suisse en juin 1955. 
Il remporte avec l'Étoile rouge trois championnats de Yougoslavie, deux Coupes de Yougoslavie, et enfin une Coupe Mitropa.

## Palmarès
Étoile rouge de Belgrade
| - Championnat de Yougoslavie (3) : - Champion : 1952-53, 1955-56, et 1956-57. - Vice-champion : 1948-49. - Coupe de Yougoslavie (2) : - Vainqueur : 1948-49 et 1957-58. - Finaliste : 1953-54. |  | - Coupe Mitropa (1) : - Vainqueur : 1958. |